# Petalidion hellenicum
Petalidion hellenicum är en stekelart som beskrevs av Graham 1987. Petalidion hellenicum ingår i släktet Petalidion och familjen finglanssteklar.
Artens utbredningsområde är Grekland. Inga underarter finns listade i Catalogue of Life.